# 黨衛隊人種與移居部
党卫队人种与移居部（德語：SS-Rasse- und Siedlungshauptamt，缩写为RuSHA）是党卫队的核心部门之一，它的职责是维护党卫队的“种族纯洁性”。

## 历史
党卫队人种与移居部的前身为1931年由海因里希·希姆莱和理查德·达雷建立的党卫队人种局（德語：Rasseamt der SS），它与1931年建立的党卫队办公局（德語：SS-Amt，党卫队行政部的前身）、党卫队保安局（德語：Sicherheitsdienst，党卫队国家安全部的前身）一起是党卫队最早成立的3个部门。理查德·达雷为第一任局长。

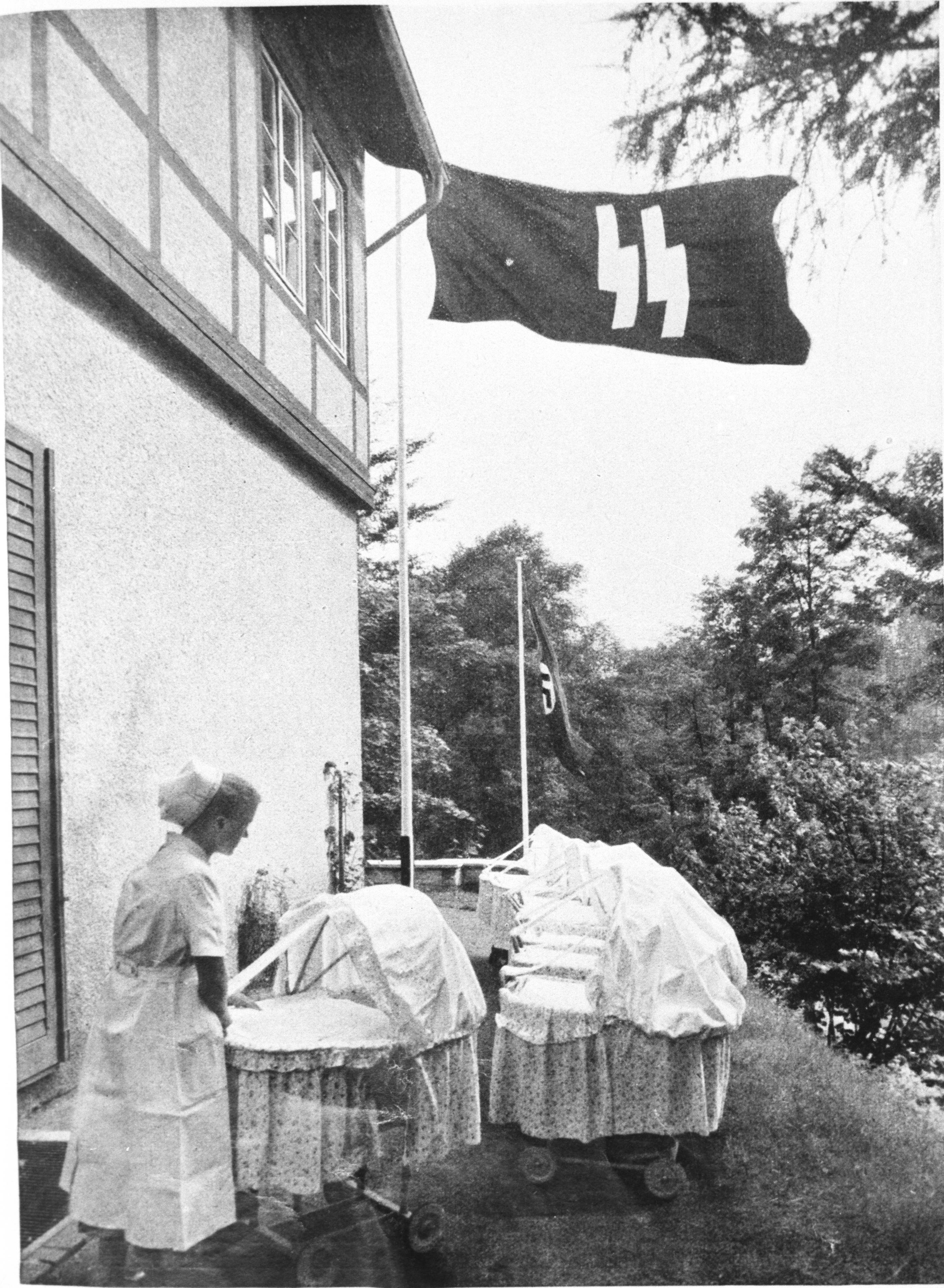
1943年时，一个在生命之源计划中出生的婴儿

1935年，党卫队人种局被更名为党卫队人种与移居部，理查德·达雷担任部长，1938年—1940年君特·潘克任第2任部长，1940年—1943年奥托·霍夫曼担任第3任部长，1943年—1945年理查德·希尔德布兰特担任第4任也是最后1任部长。
海因里希·希姆莱成立党卫队人种与移居部的目的是觉得未婚的党卫队成员的婚姻决定应该受到纳粹德国国家政权的监督，党卫队的成员结婚必须提前3个月提出申请，这样党卫队好有足够的时间来对其未婚妻祖先的日耳曼民族纯洁性进行调查(追溯族譜至1750年確保没猶太血统)。随着时间的推移，婚姻法不再那么严格，但是党卫队人种与移居部仍在逐渐增长，同时别的一些组织也开始被置于它的管理之下，如祖先遗产教学研究会。
1935年，海因里希·希姆莱命令党卫队人种与移居部开始实施生命之源计划，目的是“照顾种族上和基因上有价值的孕妇”。

## 组织
1935年时，党卫队人种与移居部有如下7个局：
- 组织和行政局（德語：Amt Organisation und Verwaltungsamt）
- 种族局（德語：Amt Rassenamt）
- 教育局（德語：Amt Schulungsamt）
- 家庭与婚姻局（德語：Amt Sippen und Heiratsamt）
- 安置局（德語：Amt Siedlungsamt）
- 记录与出版局（德語：Amt fur Archiv und Zeitungswesen）
- 人口政策局（德語：Amt fur Bevolkerungspolitik）

1940年时，党卫队人种与移居部有如下4个局：
- 行政局（德語：Amt Verwaltungsamt）
- 种族局（德語：Amt Rassenamt），它负责进行党卫队申请加入者的种族审核工作并主导着党卫队的种族政策。
- 婚姻局（德語：Amt Heiratsamt），它负责给党卫队成员挑选“合适的”妻子。
- 安置局（德語：Amt Siedlungsamt），它负责退役的党卫队成员的安置工作，特别是在东欧和苏联的纳粹德国占领区。

## 种族政策

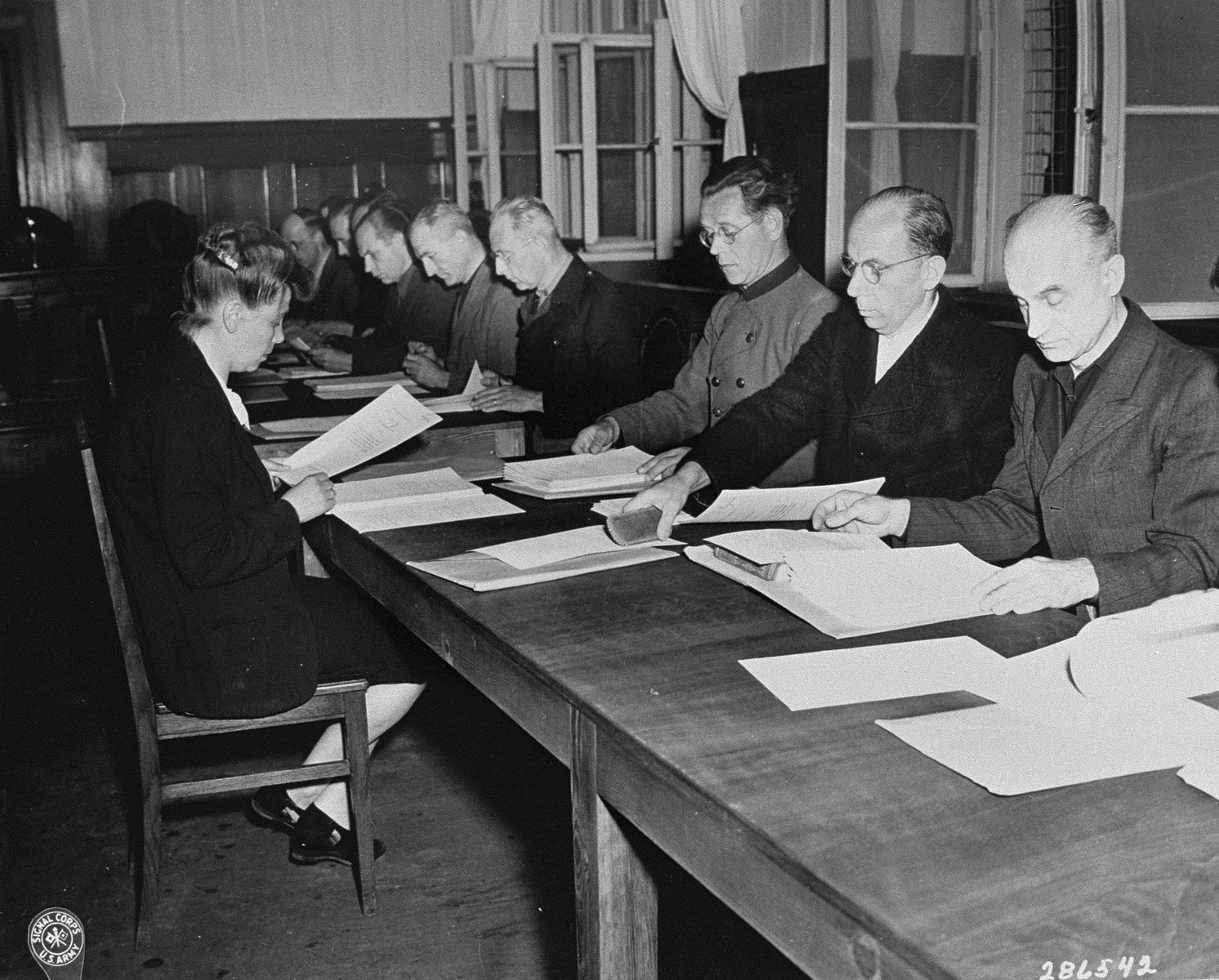
1947年7月纽伦堡审判中的党卫队人种与移居部审判上，党卫队人种与移居部的一些官员们正在阅读着对他们的指控材

1937年时，虽然之前已有命令指出如果党卫队员已经结婚并且满足纳粹党的种族标准的话，党卫队员可以不必被开除，但是在该年还是有300多名党卫队员被开除。1940年时，党卫队全国领袖海因里希·希姆莱让那些被开除了的但是已经达到了种族要求的党卫队员重新加入了党卫队。
1941年，纳粹德国入侵苏联之后，党卫队人种与移居部与党卫队国外德意志民族事务部一起参加了占领区的“日耳曼化”的行动，他们将“纯种的日耳曼人”移居到党卫队控制的占领区上，特别是在乌克兰地区，党卫队人种与移居部与党卫队国外德意志民族事务部还参与了驱逐东欧土地上的原住民，并将“纯种日耳曼人”移居进入的工作。
1940年11月—1941年初，“死亡天使”约瑟夫·门格勒曾经短暂地在党卫队人种与移居部工作过，他的任务是“维护种族纯洁性”和“进行种族健康实验”。
党卫队人种与移居部是“种族审核工作”的执行者，另外党卫队人种与移居部还负责如下工作：
- 处理东欧各国战俘和劳工与德国人发生性行为的案件
- 对有日耳曼祖先的人的“日耳曼纯洁性”进行评级
- 挑选东欧占领区的人去服苦役
- 绑架适合“日耳曼化”的东欧儿童
- 人口迁移，将“日耳曼民族”迁入，将东欧等国原住民迁出
- 迫害和清算犹太人

## 战后
1947年7月，纽伦堡审判中的党卫队人种与移居部审判开始，党卫队人种与移居部的14名官员接受了审判，他们都被指控犯下了反人类罪和战争罪。除了1人被无罪释放之外，其余的人被判处3年到25年监禁。